# François-Léon Benouville

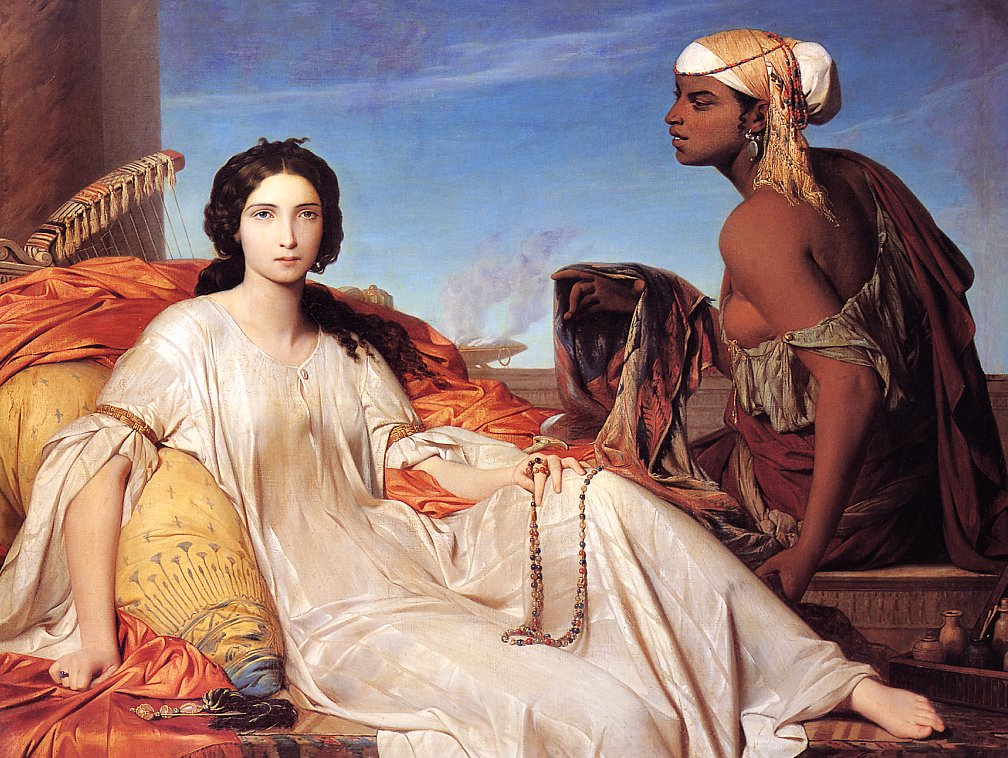
Ester o L'odalisca

François-Léon Benouville (Parigi, 30 marzo 1821 – Parigi, 16 febbraio 1859) è stato un pittore francese.

## Biografia
Era il secondogenito del fabbro Augustin Benouville e di Jeanne-Françoise Couturier.
Fratello minore del pittore paesaggista Jean-Achille Benouville, si formò all'arte nello studio di François-Édouard Picot e di Léon Cogniet.

Seguì suo fratello in Italia e restò per qualche tempo a Roma, dove conobbe lo scultore Charles Gumery. Rientrò quindi a Parigi.

Nel 1838 debuttò al Salon con l'opera "Mercurio e Argo" e solo sette anni dopo riuscì ad aggiudicarsi il Prix de Rome. Tornò allora a Roma per un più lungo soggiorno, durante il quale si applicò prevalentemente alla pittura religiosa, scegliendo soggetti della storia del cristianesimo.
Al suo ritorno in patria realizzò anche degli affreschi per la chiesa di Saint Germain en Laye, assieme ad Amaury-Duval.
Il Museo di Nancy conserva una sua tempera del periodo romano: "Donna di Tivoli", mentre il Louvre possiede circa 70 dei suoi disegni.
Benouville morì come suo fratello a Parigi, a soli 38 anni.

## Opere
Negli Stati Uniti
- Columbus (Ohio), Columbus Museum of Art : "Samuele battezza David" (1842)

In Francia
- Bourg-en-Bresse, Museo di Brou : "Ritratto di Madame Casimir Montenard" (1855)
- Chantilly, Museo Condé : "Santa Chiara riceve il corpo di S. Francesco" (1858)
- Lilla, Palais des beaux-arts : "I due piccioni"
- Montpellier, Museo Fabre : "La collera di Achille" (1847)
- Parigi, Museo del Louvre :
  - "Disputa del Santo Sacramento"
  - "Ritratto delle tre figlie di Alphonse Jacob-Desmalter"
  - "La Comunione mistica di Santa Caterina da Siena"
- Musée d'Orsay:
  - "I martiri cristiani entrano nell'anfiteatro"
  - "San Francesco, trasportato morente a Santa Maria degli Angeli, benedice la città di Assisi"
- École des Beaux-Arts:
  - "Gesù nel Pretorio"
- Pau, Museo di Belle arti: 
  - "Esther o l'Odalisca"

## Galleria d'immagini

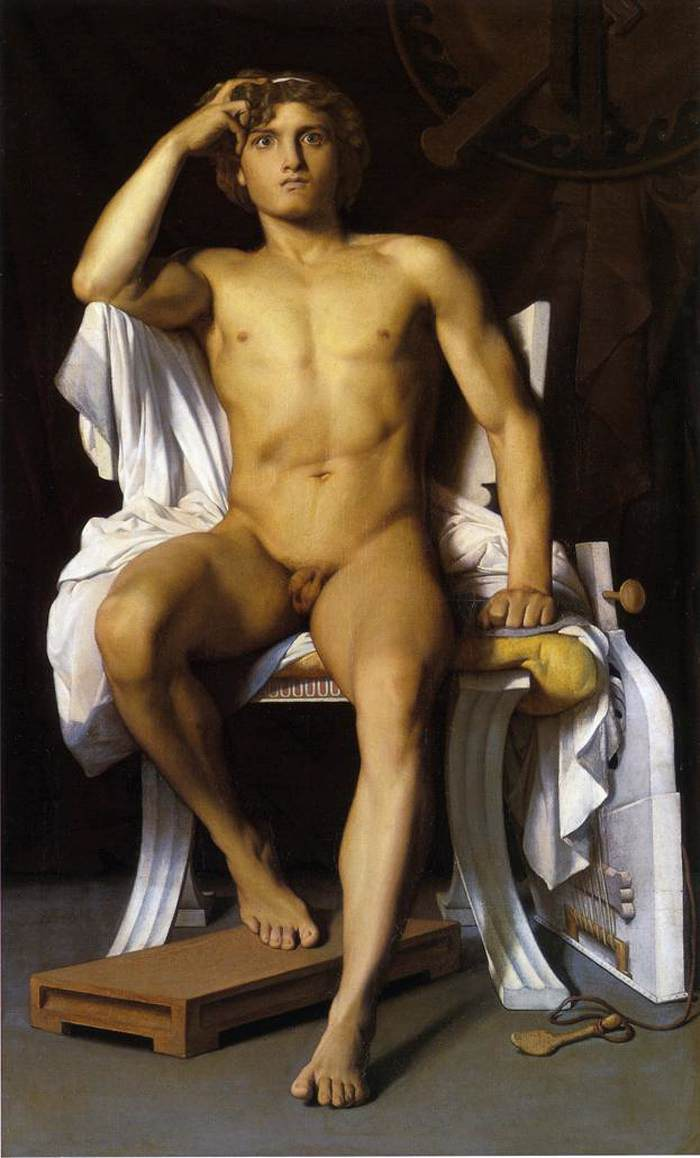
Achille
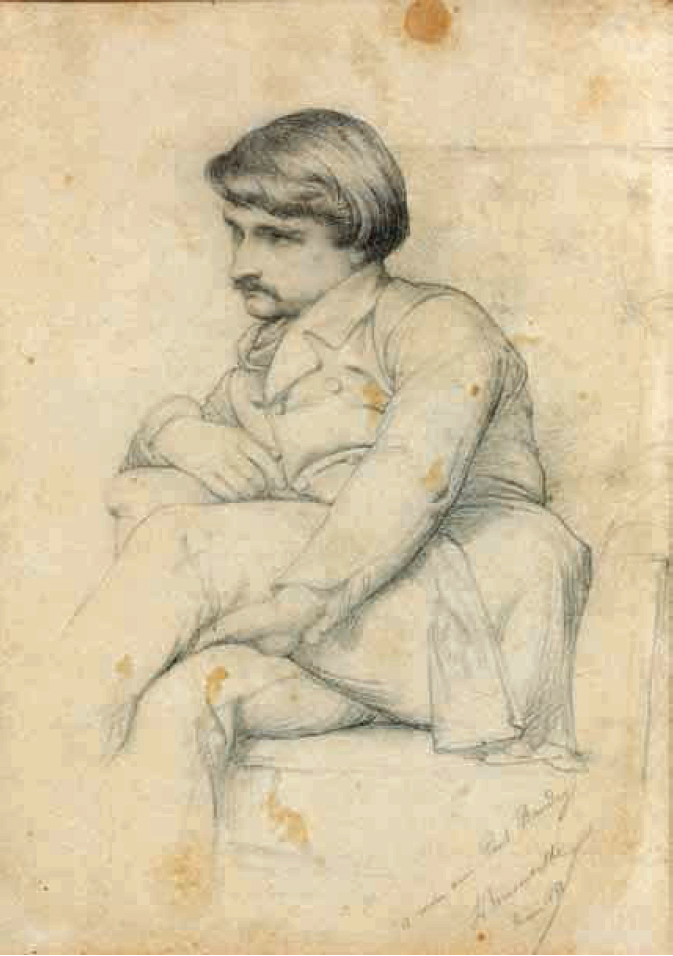
Ritratto di Paul Baudry
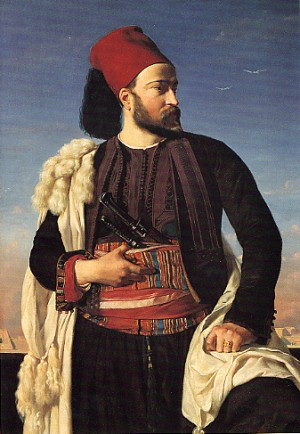
Leconte de Floris in uniforme dell'esercito egiziano